# شهرستان نوو سلو، بلغارستان
شهرستان نوو سلو (به بلغاری: Novo Selo Municipality) یک شهرستان در بلغارستان است که در استان ویدین واقع شده‌است. شهرستان نوو سلو ۱۰۹٫۵ کیلومتر مربع مساحت و ۲٬۹۷۹ نفر جمعیت دارد.